# فرودگاه ایلیزی
فرودگاه ایلیزی (به انگلیسی: Illizi Airport) یک فرودگاه همگانی با کد یاتا VVZ است که یک باند فرود آسفالت دارد و طول باند آن ۳۰۰۰ متر است. این فرودگاه در شهر ایلیزی، الجزایر کشور الجزایر قرار دارد و در ارتفاع ۵۴۲ متری از سطح دریا واقع شده‌است.

## شرکت‌های هواپیمایی و مقصدهای پروازی
| شرکت‌های هواپیمایی | مقصدهای پروازی                                                                                                   |
| ----------------- | --- |
| هواپیمایی الجزایر | هواری بومدین، دیانت ایندبیرن، توئات-شیخ سیدی محمد بالکبیر، نومرات-موفدی زاکاریا، عین بیدا، اگونار – هج بی اخاموک |
| طاسیلی ایرلاینز   | هواری بومدین، دیانت ایندبیرن                                                                                     |